# خطیرکلا
خطیرکلا، شهری است از توابع بخش مرکزی شهرستان قائم‌شهر در استان مازندران ایران این روستا جزو شهر پرجمعیت شهرستان قائم شهر محسوب می‌شود. همچنین از جمله مراکز خدمات دولتی که در این روستا قرار دارند شامل مرکز بهداشت روستایی، شعبه اداره پست، مرکز مخابرات، مرکز آتشنشانی، مرکز حوزه مقاومت بسیج، باجه بانک ملی، دو مدرسه پسرانه و دو مدرسه دخترانه، چندین درمانگاه و یک مرکز درمانی درحال احداث می‌باشند. این روستا به عنوان بزرگترین روستای اشتغال آفرین در منطقه محسوب می‌شود که با وجود بیشترین تعداد سورتینگ مرکبات و محصولات کشاورزی توانسته بخش عمده از مشکلات اشتغال در منطقه را مرتفع نماید و جزو روستاهای صنعتی کشور در حوزه کشاورزی و باغداری بشمار برود همچنین به علت موقعیت جغرافیایی ویژه که در ان قرار گرفته‌است (میان شهرستان بابل و قائم شهر) مورد استقبال بسیاری از شهرنشینان قرار گرفته و با توجه به ارائه امکانات رفاهی و خدماتی مناسب به یکی از روستاهای موفق در امر مهاجرت معکوس از شهر به روستا در کشور بدل شده‌است.
از این روستا به عنوان یکی از روستاهای شهیدپرور شهرستان با تقدیم ۳۴ شهید گلگون کفن در راه انقلاب و نظام اسلامی یاد می‌شود و هر ساله در تاریخ ۳۱ ام شهریور ماه مجلس باشکوهی تحت عنوان یادواره شهدا با اسقبال آحاد مردم منطقه و شهرستان برگزار می‌شود.

## جمعیت
این روستا در بالاتجن قرار داشته و براساس آخرین سرشماری مرکز آمار ایران که در سال ۱۳۹۰ صورت گرفته، جمعیت آن ۳۷۴۳ نفر (۱۱۶۳ خانوار) بوده‌است. این روستا بعنوان قطب مرکبات شهرستان بوده و از نظر اقتصادی جزو روستاهای صنعتی کشور در بخش کشاورزی قرار دارد و بزرگترین تأمین کننده مرکبات کشور در بین روستاهای شرق مازندران قرار دارد.